# Oreolalax sterlingae
Oreolalax sterlingae là một loài cóc họ Cóc bùn được phát hiện năm 2013 trên đỉnh Fanxipang, Việt Nam. Cóc đực có chiều dài cơ thể khoảng 37 mm, con cái khoảng 45 mm; màng nhĩ của chúng ẩn. Điểm chú ý là các gai sinh dục ở ngực và ngón tay của loài cóc mới thường chỉ rõ rệt vào mùa sinh sản.
Danh pháp chi tiết được đặt tên theo nhà khoa học người Mỹ, tiến sĩ Eleanor Sterling, người có nhiều đóng góp trong nghiên cứu đa dạng sinh học ở Việt Nam, đặc biệt là chương trình khám phá đa dạng sinh học ở các đỉnh núi cao của Việt Nam như Fanxipan, Tây Côn Lĩnh, Pù Mát, Hương Sơn, Ngọc Linh.

## Phân bố
Loài này phân bố trong các rừng tre nứa hoặc rừng tre hỗn giao và chủ yếu xuất hiện xung quanh các suối đá ở trên đỉnh Phanxipăng, Vườn quốc gia Hoàng Liên, tỉnh Lào Cai, Việt Nam. Người ta ước tính chúng chỉ phân bố ở vài địa điểm bị cô lập cao trên 2.700 m ở các phần khác của dãy núi Hoàng Liên Sơn.

## Số lượng
Dân số có thể đang suy giảm và bị xáo trộn trong môi trường sống trong quá khứ và hiện tại của chúng.

## Đe dọa
Mối đe dọa chính của loài này là sự suy thoái môi trường sống, ô nhiễm đáng kể rác thải và nước thải từ nhà vệ sinh chảy ra suối nơi chúng sinh sống. Việc xây dựng cáp treo từ Sa Pa lên đỉnh Phanxipăng có khả năng ảnh hưởng đến nó, sự chuyển đổi hệ sinh thái tiếp theo của đỉnh Phanxipăng và các khu vực lân cận, biến đổi khí hậu cũng ảnh hưởng không nhẹ đến loài này.

## Bảo tồn
Các nhóm nghiên cứu sẽ nghiên cứu kĩ càng về sinh thái, phân bố, sự phong phú của quần thể tương đối, xu hướng quần thể để cải thiện các biện phap bảo tồn.